# Strikeforce Mining & Resources
Strikeforce Mining & Resources（簡稱：SMR）是俄羅斯最大的鉬及鉬鐵生產商，是俄羅斯富豪奥列格·德里帕斯卡旗下的公司。
SMR原計劃於2010年到香港交易所上市，集資1.5至2億美元，但最終因市況不佳而要取消。

## 外部連結
- SMR公司網站（页面存档备份，存于）